# 雙子群島

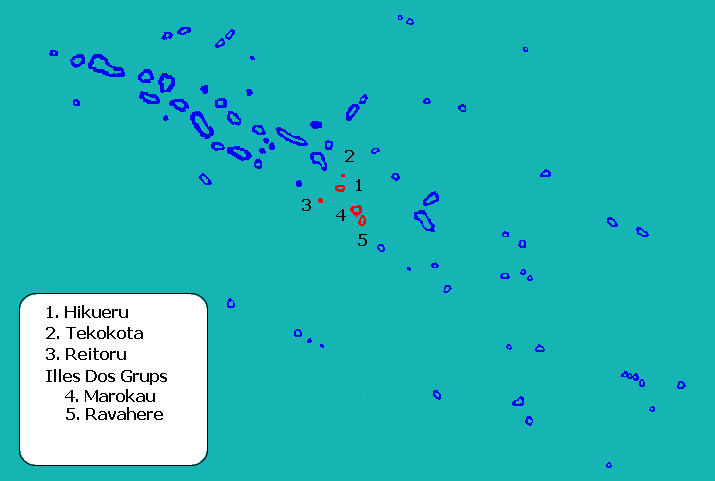
希库埃鲁市镇在土阿莫土群岛行政区的位置，4、5为双子群岛

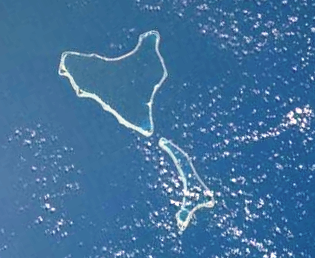
NASA拍摄的双子群岛

雙子群島（法語：Îles Deux Groupes，發音：[il dø ɡʁup]）是南太平洋法屬波利尼西亞的群島，屬於土阿莫土群島的一部分，由希库埃鲁市镇管辖，位於大溪地東南方775公里，由馬羅考環礁和拉瓦海雷环礁2个環礁組成，總面積21.7平方公里。

## 外部連結
- 照片[永久]

18°08′S 142°15′W / 18.133°S 142.250°W